# الاتحاد الملكي المغربي للفروسية
الاتحاد الملكي المغربي للفروسية هي الهيئة الإدارية لرياضات الفروسية ومقرها منشأة دار السلام بالرباط عاصمة المغرب. وهي عضو منتسب في الاتحاد الدولي للفروسية منذ عام 1958. يشرف الاتحاد على رياضة الفروسية التي تشمل سباقات الخيل والترويض والقفز ورياضة الفروسية التقليدية في الفنتازيا. تأسس الاتحاد عام 1956 تحت إشراف وزارة الشباب والرياضة المغربية.
يرعى الاتحاد فعاليات كبيرة بالتعاون مع الاتحاد الدولي للفروسية مثل الجولة الملكية المغربية للقفز، والتي تجتذب المتنافسين من شمال إفريقيا وأوروبا. كما أنها أحد الرعاة الرئيسيين جنبًا إلى جنب مع شريكها الجمعية الملكية لتشجيع الخيل لصالون شوفال الذي يقام سنويًا في الجديدة المغرب.
في عام 1999 تم تعيين الأميرة للا أمينة عمة الملك محمد السادس رئيسة للاتحاد. عند وفاتها في عام 2012 تم تعيين الشريف مولاي عبد الله العلوي ابن عم الملك رئيسًا وراعيًا حاليًا. في 2018 نظم الاتحاد مسابقة كأس الأمم في قفز التأهل لدورة الألعاب الأولمبية 2020. في فبراير 2019 قام الأميران هاري وميغان ماركل بزيارة الاتحاد في جولتهما الملكية الرسمية في البلاد.